# Trofaiach
Trofaiach je obec v okrese Leoben ve Štýrsku, Rakousko. Po 2. světové válce se zde nacházel britský uprchlický tábor. Dne 1. ledna 2013 se sloučila se sousedními obcemi Hafning bei Trofaiach a Gai. Má přibližně 11 tisíc obyvatel a rozlohu 143,6 km².